# Balgarski barak
Balgarski barak (bulgariska Български барак) är en hundras från Bulgarien. Barak kommer av turkiska för strävhårig. Den är en drivande hund och viltspårhund för både småviltjakt och högviltjakt. Den är inte erkänd av Fédération Cynologique Internationale (FCI), men däremot nationellt erkänd av den bulgariska kennelklubben Balgarskata Republikanska Federatsin po Kinologija (BRFK).